# Canon EOS 90D
 (avril 2023).
EOS 80D EOS R7 (hybride)
Le Canon EOS 90D est un appareil photographique reflex numérique construit par Canon.
Il s'agit d'un appareil de milieu de gamme et le plus complet des boitiers reflex experts de la marque au format APS-C, commercialisé le 12 septembre 2019, successeur du Canon EOS 80D.
Comme ses prédécesseurs, l'EOS 90D est doté d’un capteur CMOS APS-C. Il possède 45 collimateurs AF de type croisé avec multicontrôleur. Cela permet une mise au point rapide et précise même en basse lumière.
Le boitier est très similaire à celui de son prédécesseur apportant une amélioration de la vidéo qui offre maintenant la définition 4K (3840 × 2160) à 30 fps. 
Les progrès concernent aussi le capteur qui offre une définition un peu plus élevée de 32,5 millions de pixels.
Son prix de lancement est de 1299 euros. 

## Description
- Capteur CMOS APS-C (22,3 mm × 14,9 mm)
- Définition : 32.5 millions de pixels
- Ratio image : 3:2
- Processeur d'images : DIGIC 8
- Viseur : Pentaprisme avec couverture d'image d'environ 100 %
- Mode Live View avec couverture 100 % et 30 images par seconde
- Autofocus : 45 collimateurs croisés
- Mesure lumière : capteur RVB + IR de 220 000 pixels
- Monture EF et Monture EF-S
- Vidéo 4K à 30 images/s avec autofocus continu (AF CMOS Dual Pixel)
- Enregistrement des vidéos aux formats MOV et MP4
- Écran tactile 3 pouces orientable
- Flash intégré
- Fonction HDR
- Fonction time-lapse (en mode photo et en mode vidéo)
- Connexions NFC et Wi-Fi